# Károly Alexa
 Károly Alexa (n.16 iunie 1945, Radstadt-) este un scriitor, critic și istoric literar maghiar.